# Acrolophus macrophallus
Acrolophus macrophallus är en fjärilsart som beskrevs av Hasbrouck 1964. Acrolophus macrophallus ingår i släktet Acrolophus och familjen Acrolophidae. Inga underarter finns listade i Catalogue of Life.